# Xidianzi (köpinghuvudort i Kina, Liaoning Sheng, lat 40,09, long 119,94)
Xidianzi (kinesiska: 西甸子) är en köpinghuvudort i Kina. Den ligger i provinsen Liaoning, i den nordöstra delen av landet, omkring 350 kilometer sydväst om provinshuvudstaden Shenyang. Antalet invånare är 21 885. Befolkningen består av 10 576 kvinnor och 11 309 män. Barn under 15 år utgör 16,0 %, vuxna 15-64 år 73 %, och äldre över 65 år 10,0 %.
Runt Xidianzi är det tätbefolkat, med 636 invånare per kvadratkilometer. Närmaste större samhälle är Shanhaiguan, 18,5 km sydväst om Xidianzi. Trakten runt Xidianzi består till största delen av jordbruksmark.
Genomsnittlig årsnederbörd är 835 millimeter. Den regnigaste månaden är juli, med i genomsnitt 208 mm nederbörd, och den torraste är januari, med 3 mm nederbörd.